# سی‌کور لی
سی‌کور لی (به انگلیسی: Seacor Lee) یک کشتی است که طول آن ۸۰ متر (۲۶۰ فوت) می‌باشد. این کشتی در سال ۲۰۰۸ ساخته شد.